# Жаберский замок
Жаберский замок (бел. Жаберскі замак, также известный как Замок Вишневецких (бел. замак Вішнявецкіх) — бывший замок вблизи деревни Жабер Дрогичинского района, существовавший в XVII — начале XVIII вв. Располагался в 3 км к северо-западу от деревни, на правом берегу реки Ясельды. Принадлежал князьям Дольским, затем князьям Вишневецким.

## Описание
Прямоугольное в плане укрепление (площадь около 1,5 га) было окружено с трёх сторон водяным рвом (ширина до 20 м., глубина 5 м.), а с запада — рекой. Замок был укреплён высоким земляным валом с бастионами на углах и дубовым частоколом. С окрестностями соединялся воротами и мостом. На территории замка находились два каменных (либо деревянных на каменных фундаментах) здания  — по мнению Н. Волкова, этими зданиями могли быть дворец и ворота (либо пороховой погреб).
Замок построен примерно в конце XVI — 1-й половине XVII в., после Восстания Хмельницкого и Русско-польской войны 1654-1667 годов был значительно модернизирован. Во 2-й половине XVII в. замок был одной из центральных резиденций Дольских, в частности Яна Кароля Дольского, который, скорее всего, и занимался его модернизацией. В конце XVII в. замок перешёл к Вишневецким. В 1706 году, в ходе Северной войны, захвачен и разрушен шведами во главе с Карлом XII. Позже не восстанавливался и не использовался.

## Современность
Сохранился фундамент ворот. Территория замка, в т.ч. фундаменты зданий, сильно страдают от «чёрных археологов».
16-17 апреля 2015 года археологи из Института истории НАН Беларуси проводили исследования Жаберского замка.